# Shagamu
 (mars 2023).
Si vous disposez d'ouvrages ou d'articles de référence ou si vous connaissez des sites web de qualité traitant du thème abordé ici, merci de compléter l'article en donnant les références utiles à sa vérifiabilité et en les liant à la section « Notes et références ».
Shagamu est une ville de l'État d'Ogun au Nigeria.
Shagamu est un conglomérat de 13 villes situées le long de la rivière Ibu et l'Eruwuru entre Lagos et Ibadan, fondé au milieu du XIXe siècle par des membres de la branche Remo du peuple des Yoruba.
La langue parlée est l'ijebu, apparentée à la langue yoruba.
À la suite de la destruction de la traite d'esclaves par les Anglais en 1892 et le projet de construire un chemin de fer de Lagos en passant par Abeokuta, Shagamu a connu un déclin majeur.  Ce n'est qu'à l'achèvement de la route Lagos-Shagamu-Ibadan en 1953 et l'ouverture d'une route vers Bénin city en 1964 que la ville a retrouvé une partie de son ancienne importance de ville commerciale. 
Shagamu produit en abondance des noix de cola, du manioc, de l'huile rouge tirée du palmier à huile pour être exportés, sans oublier les produits agricoles comme l'igname, le riz, le maïs, etc. qui sont commercialisés sur plan local. 

## Administration
L'ancien gouvernement a été divisé en trois conseils locaux de développement appelés : Sagamu West LCDA, Sagamu Central LCDA et Sagamu South LCDA.
Pour des raisons administratives, le gouvernement local est divisé en quinze secteurs :
1. Ward 1 – Oko, Epe & Itunla 1
2. Ward 2 – Oko, Epe Itunla II
3. Ward 3 – AiyegbamijIjoku
4. Ward 4 – Sabo 1
5. Ward 5 – Sabo II
6. Ward 6 – Itunsokun Oyebajo
7. Ward 7 – Ijagba
8. Ward 8 – Latawa
9. Ward 9 – Ode-lemo
10. Ward 10 – OgijojIkosi
11. Ward 11 – Surulere
12. Ward 12 – Isote
13. Ward 13 – Simawa
14. Ward 14 – Agbowa
15. Ward 15 – Ibidojitun Alara

## Galerie de photos de Shagamu

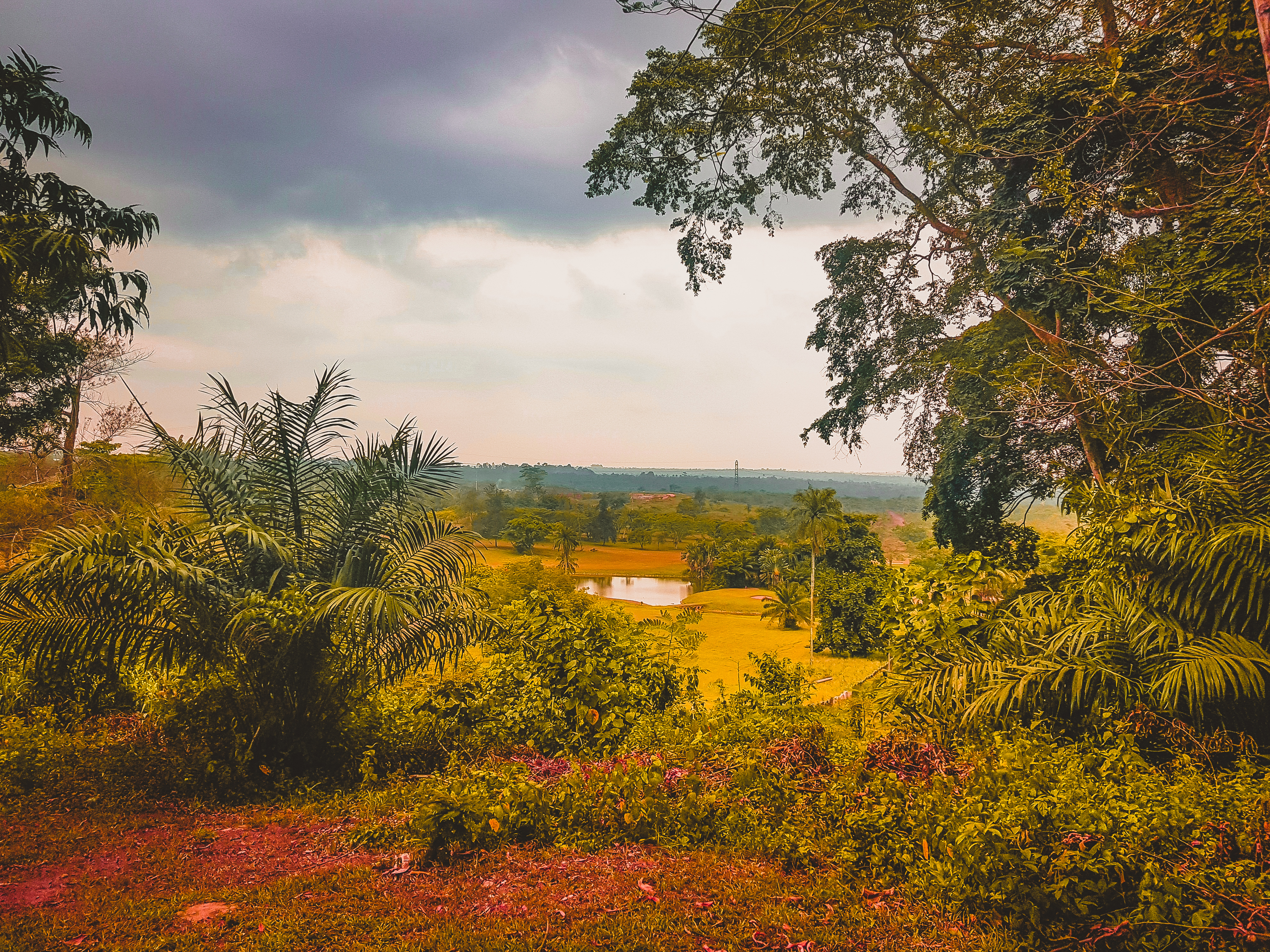
Le parcours de golf.
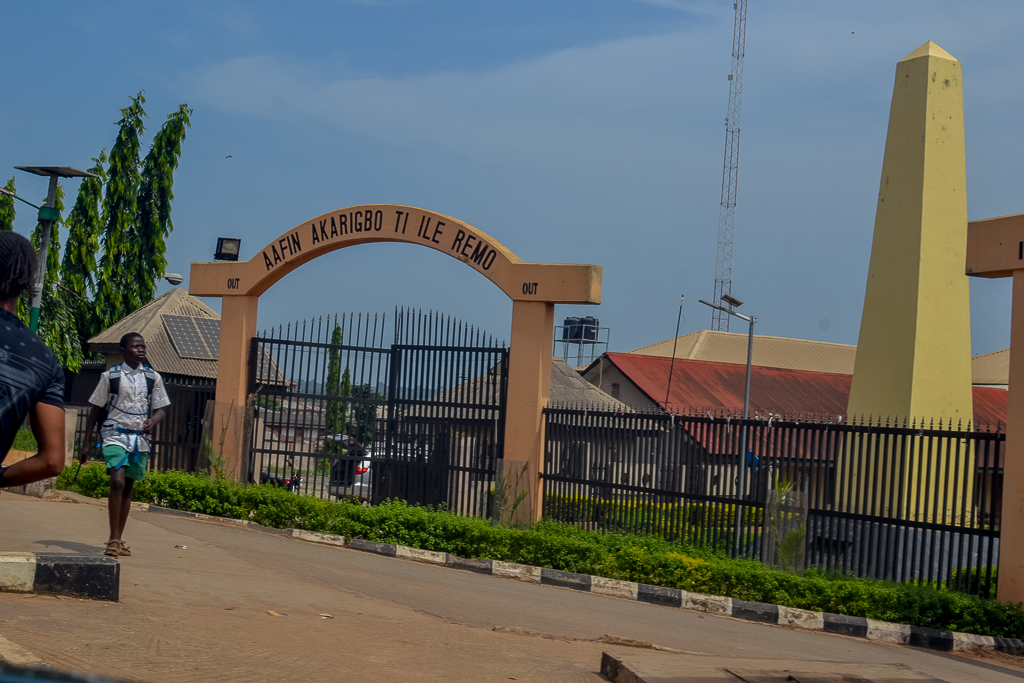
Le palace Aafin Akarigo.
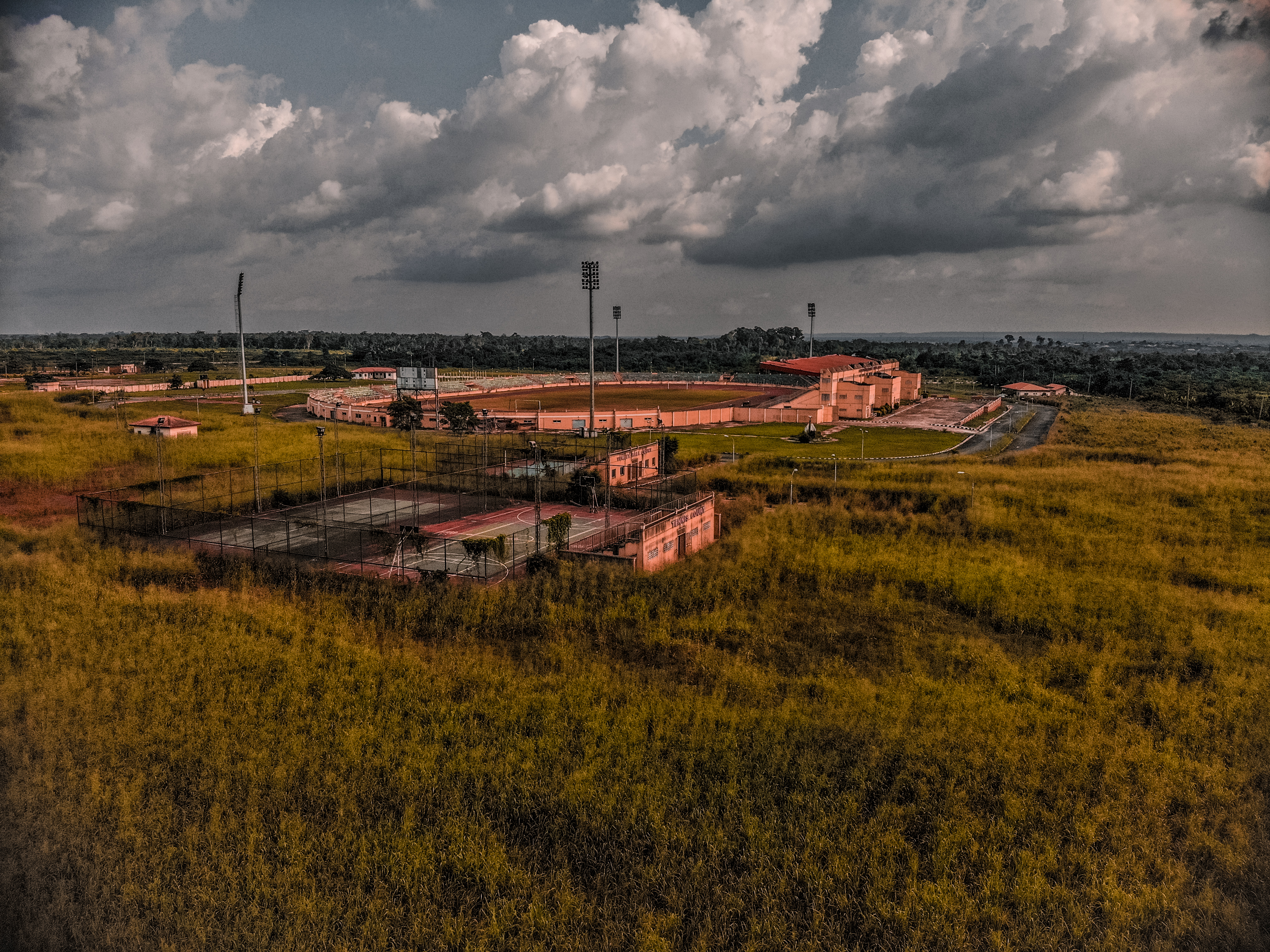
Le stade.
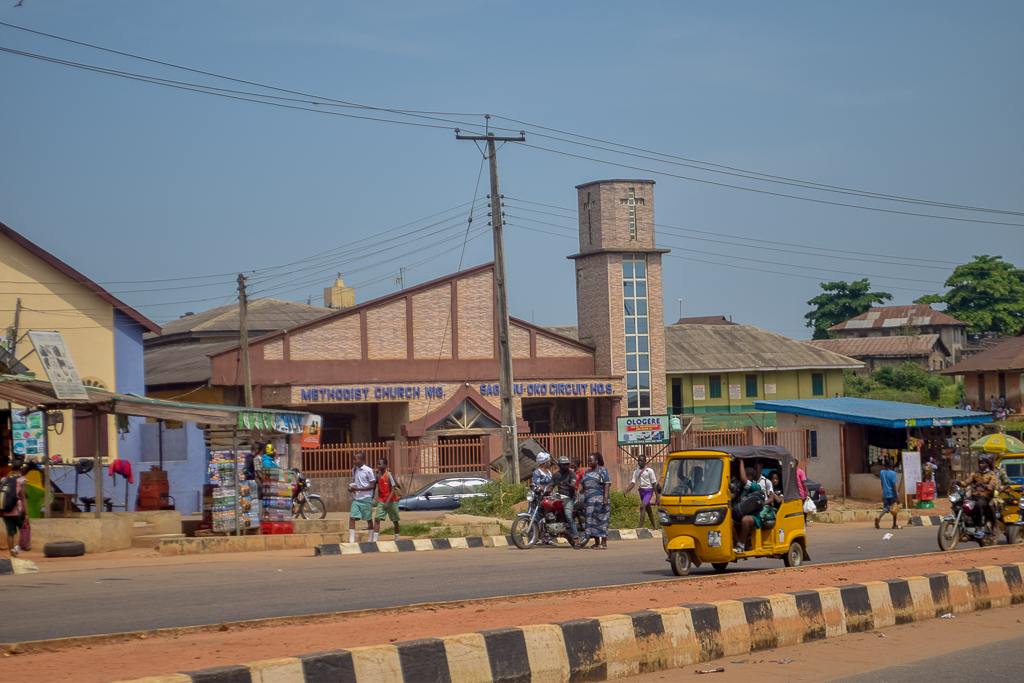
L'église méthodiste.
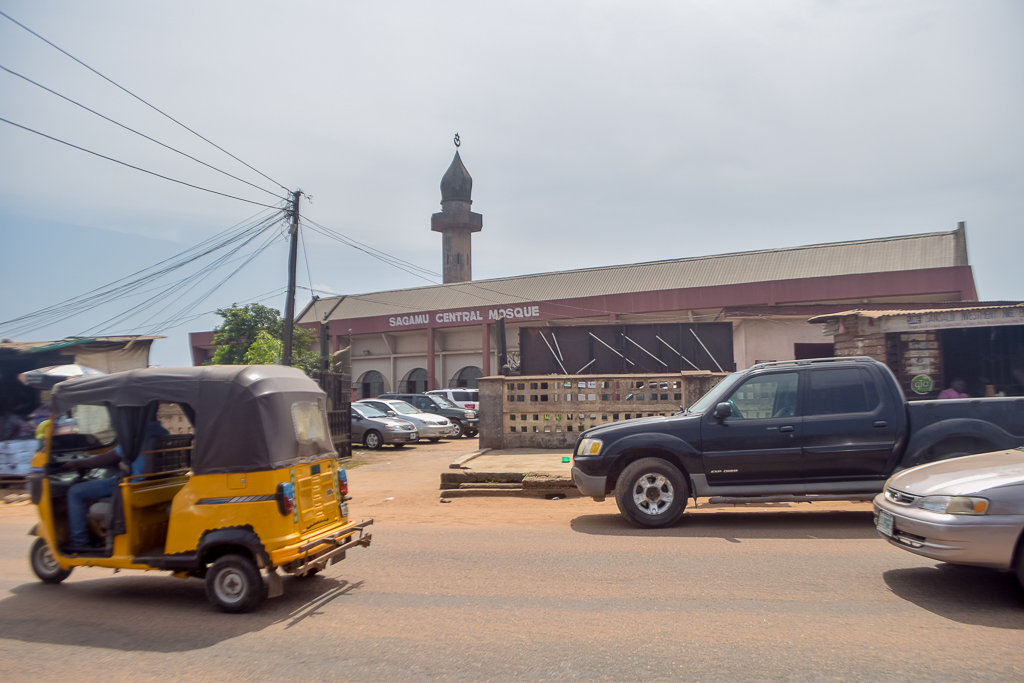
La mosquée centrale.
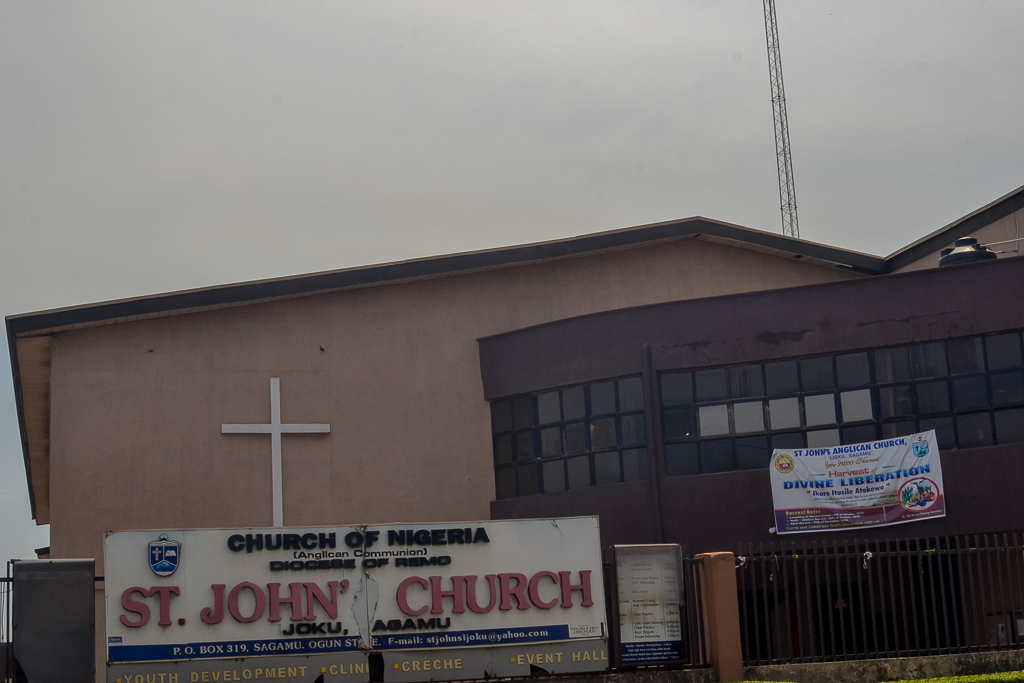
L'église St. John.